# Nils Johansson (1902–1954)
Nils Johansson, född 1902 i Dalum, Älvsborgs län, död 1954 i Dalum, var en svensk målare.
Johansson studerade konst för Einar von Strokirch i Vinsarp och för Carl Wilhelmson 1927 samt vid en målarskola i Bayern 1930. Han medverkade i samlingsutställningar i Borås och Ulricehamn. Hans konst består av stilleben, porträtt och landskapsmålningar.  